# 2013年亞洲室內暨武藝運動會中華台北代表團
2013年亞洲室內暨武藝運動會中華台北代表團是中華民國（台灣）以“中華台北”名義，參與在南韓仁川舉行的2013年亞洲室內暨武藝運動會。

## 獎牌項目
| 比賽項目 | 金牌 | 銀牌 | 銅牌 | 總數 |
| 撞球     | 1    | 1    | 3    | 5    |
| 保齡球   | 1    | 0    | 1    | 2    |
| 克拉術   | 1    | 0    | 1    | 2    |
| 游泳     | 0    | 3    | 3    | 6    |
| 電子競技 | 0    | 1    | 2    | 3    |
| 圍棋     | 0    | 0    | 2    | 2    |

## 游泳

### 男子組
- 許志傑：
  - 男子50公尺蝶式（第9名）
  - 男子100公尺蝶式（第5名）
- 江信宏：
  - 男子50公尺蛙式（第9名）
  - 男子100公尺蛙式（第7名）
- 張國基：
  - 男子50公尺自由式（ 銅牌）
  - 男子50公尺蝶式（第5名）
- 王郁濂：
  - 男子100公尺自由式（第6名）
  - 男子200公尺自由式（第5名）

### 女子組
- 楊金桂：
  - 女子50公尺自由式（第6名）
  - 女子100公尺自由式（ 銀牌）
  - 女子200公尺自由式（ 銀牌）
  - 女子50公尺蝶式（ 銀牌）
- 陳怡娟：
  - 女子50公尺蛙式（ 銅牌）
  - 女子100公尺蛙式（ 銅牌）
- 鄧伃潔：
  - 女子50公尺仰式（第11名）
  - 女子100公尺仰式（第10名）
- 余苡甄：
  - 女子50公尺蝶式（第11名）
  - 女子50公尺仰式（第7名）

## 撞球

### 男子組
- 柯秉逸：男子個人花式9號球（ 金牌）
- 傅哲偉：男子個人花式9號球（32強）
- 林書弘：男子個人司諾克（32強）
- 吳育綸：男子個人司諾克（8強）
- 呂玉虛、林書弘、吳育綸：男子團體司諾克（ 銅牌）

### 女子組
- 譚禾耘：
  - 女子個人花式9號球（ 銀牌）
  - 女子個人花式10號球（32強）
- 周婕妤：
  - 女子個人花式9號球（ 銅牌）
  - 女子個人花式10號球（ 銅牌）
- 黃欣：
  - 女子個人6紅球司諾克（16強）
- 賴慧珊：
  - 女子個人6紅球司諾克（16強）

## 保齡球
- 張志明、張博盛：男子雙人賽（第8名）
- 鄧瑞璞、楊念華、張志明、張博盛：男子團體賽（第14名）
- 蔡昕宜、黃瓊瑤：女子雙人賽（第6名）
- 張羽萱、王雅婷：女子雙人賽（ 銅牌）
- 蔡昕宜、黃瓊瑤、張羽萱、王雅婷：女子團體賽（ 金牌）

## 運動舞蹈
- 林立、陳雅彥：
  - 五項全能標準舞（第6名）
  - 快四步標準舞（第6名）
- 彭彥鳴、紀杏錡：
  - 五項全能拉丁舞（第9名）
  - 恰恰恰拉丁舞（第11名）

## 拳擊
- 范仲杰：男子63.5公斤級（並列第5名）
- 徐翊綾：女子51公斤級（並列第5名）

## 克拉術
- 詹皓程：男子66公斤級（16強）
- 高嘉淇：男子73公斤級（16強）
- 吳嘉倫：男子81公斤級（8強）
- 柯雅馨：女子52公斤級（ 銅牌）
- 蘇詩琳：女子63公斤級（ 金牌）

## 圍棋
- 蕭正浩：男子個人（第5名）
- 陳詩淵：男子個人（第6名）
- 陳詩淵、蕭正浩、林至涵、周俊勳：男子團體（ 銅牌）
- 黑嘉嘉、張凱馨、蘇聖芳、張正平：女子團體（ 銅牌）
- 林至涵、黑嘉嘉：混合雙人（第7名）
- 周俊勳、張凱馨：混合雙人（第8名）

## 電子競技
- 尹洵、莊仁傑、林冠亨、王憲智、鄭明宏：特種部隊（ 銀牌）
- 楊家正：星海爭霸（第4名）
- 陳可偉：星海爭霸（未晉級）
- 施辰昇：鐵拳（ 銅牌）
- 陳昱璋：鐵拳（第4名）
- 王永傑、陳彙中、邱柏傑、呂仲達、周俊諳：英雄聯盟（ 銅牌）

## 室內卡巴迪
- 曾薏潔、許羽君、林郁芬、林雨桑、熊月慈、施品如：女子團體（未晉級）

## 五人制足球
- 潘文傑、黃正宗、洪賜丞、顏世淙、陳松楠、吳俊青、謝孟軒、陳柏豪、羅志安、羅志恩、劉計超、施信安：男子五人制（未晉級）